# Western Digital
Western Digital Corporation (de multe ori abreviat ca WDC sau WD) este unul dintre cei mai mari producători de hard disk uri (împreună cu Seagate Technology) din lume. Are o lungă istorie în industria electronică ca producător de circuite integrate și o companie de produse de stocare. Western Digital a fost fondat pe 23 aprilie 1970 de către Alvin B. Phillips, un angajat Motorola, ca General Digital, inițial (și scurt), un producător de echipamente de testare MOS. A devenit rapid un producător de semiconductoare, cu un capital furnizate de mai multi investitori individuali si gigantul industrial Emerson Electric Company. În jurul lunii iulie 1971, a adoptat numele actual și a introdus primul său produs, WD1402A UART.